# Мандави
Ма́ндави (санскр. माण्डवी, IAST: māṇḍavī) — героиня индуистского эпоса «Рамаяна».
Согласно тексту «Рамаяны» Вальмики, Мандави является дочерью Кушадхваджа и по линии отца приходится двоюродной сестрой Сите, дочери правителя Митхилы Джанаки. В тексте «Балаканды», одной из семи книг эпоса, повествуется о том, как Джанака выдавал замуж дочерей своих и брата. Так, Мандави стала женой Бхараты — младшего брата Рамы. Согласно тексту «Уттараканды», последней книги эпоса, у Мандави и Бхараты родилось двое сыновей, Такша и Пушкала (иногда Пушкара), которые завоевали территорию Гандхара-деша и основали там свои города — Такшашиланагари и Пушкалавати (Пушкалавата) соответственно. В то же время индийский исследователь Веттам Мани, помимо этих имён сыновей, называет и другие — Субаху и Шурасена.
Согласно «Рамаяне» Вальмики, у Мандави была лишь одна родная сестра, Шрутакирти, в то время как дочерьми Джанаки являлись Сита и Урмила. В то же время в тамильской «Рамаяне», авторство которой приписывается поэту Камбару, родными сёстрами Мандави приходятся все выданные замуж девушки, исключая Ситу.